# Saint-Georges-d'Elle
Saint-Georges-d'Elle é uma comuna francesa na região administrativa da Normandia, no departamento Mancha. Estende-se por uma área de 8,93 km². Em 2010 a comuna tinha 403 habitantes (densidade: 45,1 hab./km²).